# 10th Anniversary tour(This Is The)Base Ball Bear part.2「Live新呼吸」
『10th Anniversary tour (This Is The) Base Ball Bear part.2「Live 新呼吸」2012.01.03 NIPPON BUDOKAN』（テンス アニバーサリー ツアー ディス イズ ザ ベース ボール ベアー パートツー ライブ シンコキュウ 2012.01.03 ニッポン ブドウカン）はBase Ball Bearの2枚目のライブDVD。また、2022年に本作を音源化しリリースされた配信限定ライブ・アルバム。

## 解説
- 2012年1月3日に行われたバンド史上2度目の日本武道館公演『10th Anniversary tour (This Is The) Base Ball Bear part.2「Live新呼吸」』の模様を映像化したもの。
- 初回生産限定特典はボーナスディスク付属ほか（後述）。
- 本作のリリースに先立ち、「新呼吸」「changes」の映像がYouTube公式チャンネルにて公開された[1][2]。

## 収録曲

### DISC-1
- メンバーによる“福”音声付。

1. Opening
2. 夕方ジェネレーション
3. Stairway Generation
4. ELECTRIC SUMMER
5. yoakemae
6. Fragile Baby
7. short hair
8. GIRL FRIEND
9. BOYFRIEN℃
10. WINK SNIPER
11. 転校生
12. 十字架You and I
13. スイミングガール～海になりたい～海になりたいpart.2
14. 新呼吸
15. changes
16. LOVE MATHEMATICS
17. CRAZY FOR YOUの季節
18. クチビル・ディテクティヴ（Encore）
19. Tabibito In The Dark（Encore）
20. 祭りのあと（Encore）

### DISC-2（初回生産限定盤のみ・ボーナスディスク）
- 2011.11.11『GARAGEのKOIDEさんNIGHT3 ～出張ニコニコMAPLE HOUSE～』＠学芸大学メイプルハウス“本当の夕方ジェネレーション”

1. SAYONARA-NOSTALGIA
2. つよがり少女
3. メタモルフォーゼ真っ最中
4. 微熱ボーイ
5. 君のスピード感
6. YUME is VISION
7. SUNSET-KI・RE・I
8. 夕方ジェネレーション
9. BOY MEETS GIRL
10. short hair（Encore）

- 4.0th ALBUM『新呼吸』TV-CM

1. グラデ篇
2. CM会議A コンセプト篇
3. CM会議B 曲選び篇
4. CM会議C タレント篇
5. CM会議D イントロ篇
6. CM会議E 川から篇
7. CM会議F 女装篇
8. CM会議G 15秒篇
9. CM会議H ストレートトーク篇
10. CM会議I 作りたいCM篇
11. CM会議J ナレーション篇
12. CM会議K ドキュメント篇
13. CM会議L 予算篇
14. CM会議M 他の宣伝篇
15. CM会議N 飽きる篇

## 初回生産限定盤特典内容
- 「Base Ball Bear （豆）問題集」とライブ『GARAGEのKOIDEさんNIGHT3 ～出張ニコニコMAPLE HOUSE～』での映像、4thアルバム『新呼吸』のCMを収録したDVD付。